# 西達彦
西 達彦（にし たつひこ、1976年1月1日 - ）は、神奈川県出身のフリーアナウンサー。ボイスワークス所属。
北海道大学法学部卒業後、旅行会社に就職。退職後、アナウンス勉強会を運営する傍ら、スポーツ実況やコミュニティ放送局を中心にアナウンサーとして活動している。

## 出演番組
- リーグ・アン中継 /明治安田生命Jリーグ中継 （DAZN）実況/ ラ・リーガ中継（DAZN）実況
- スカイ・Aスタジアム LIVE RAKUTEN わしづかみ実況
- UFC-最強格闘技-（WOWOW）実況
- マリーンズナイター実況（千葉テレビ放送）
- 夏の高校野球千葉大会実況（千葉テレビ放送）
- 速報!今日の高校野球（千葉テレビ放送）
- なでしこリーグ実況（2011年9月23日、千葉テレビ放送、2013年なでしこリーグカップ　スカイA）
- ABEMA 格闘チャンネル / ボクシングチャンネル実況
- ハピはぴ・モーニング〜ハピモ〜、毎週木曜の「H.I.S.でドコイク?」担当（千葉テレビ放送）
- 熱血BO-SO TV、2013年12月放送の「熱血ちばキャラ運動会2013」実況（千葉テレビ放送）
- むさしのFM 午後のカルチャーゾーン（金曜）
- むさしのFM 夕方のコミューターゾーン（木・金曜）
- アフタヌーン・パラダイス（2020年10月 - 、エフエム世田谷ほか、火曜）
- BOXING RAISE 実況